# 电信运营支撑系统
电信运营支撑系统（Business & Operation Support System，縮寫BOSS），是专供电信运营商使用的系统。BOSS缩写比较常见于中国大陆。国外的缩写是OSS/BSS, BSS/OSS 或者 B/OSS。主要有两个系统组成：
- 业务支撑系统 （Business support system，BSS）
- 运营支撑系统（英语：Operations support system）（OSS）

由于两个系统连接非常紧密，通常把他们放到一起。但功能和数据上两系统是互相独立的。